# Мексиканский крабовый канюк
Мексиканский крабовый канюк (лат. Buteogallus urubitinga) — вид хищных птиц из семейства ястребиных. Выделяют два подвида.

## Распространение
Обитают в Новом Свете от Мексики через Центральную Америку, Тобаго и Перу до северной части Аргентины. В основном живут на побережьях, но также встречаются в лесах около воды.

## Описание
Длина тела 56—64 см, масса 1,1 кг. Повторяют облик Buteogallus anthracinus, но крупнее, имеют иную вокализацию и другую окраску хвоста. Крылья этих птиц очень широкие, окраска преимущественно чёрная. Хвост короткий и белый за исключением чёрного кончика. Клюв чёрный, ноги желтые.
Самцы и самки выглядят одинаково.

## Рацион
Питаются в основном рептилиями, а также другими мелкими беспозвоночными и крупными насекомыми. На берегах Амазонки наблюдали разорение этими птицами колоний гоацинов в поисках яиц и птенцов.

## Размножение
Строят из веток большое гнездо на дереве и обычно откладывает одно белесое яйцо с тёмными пятнами.